# Джоджуа, Паша Несторовна
Паша Несторовна Джоджуа (1900 год, село Ахалсопели, Зугдидский уезд, Кутаисская губерния, Российская империя — неизвестно, село Ахалсопели, Зугдидский район, Грузинская ССР) — колхозница колхоза имени Берия Ахалсопельского сельсовета Зугдидского района, Грузинская ССР. Герой Социалистического Труда (1949).
Предположительно мать Героя Социалистического Труда Валентина Николаевна Джоджуа.

## Биография
Родилась в 1900 году в крестьянской семье в селе Ахалсопели Зугдидского уезда (сегодня — Зугдидский муниципалитет). До начала коллективизации трудилась в личном сельском хозяйстве, позднее — рядовая колхозница на чайной плантации колхоза имени Берия (с 1953 года — колхоз имени Ленина) Зугдидского района.
В 1948 году собрала 6387 килограмм сортового зелёного чайного листа на участке площадью 0,5 гектара. Указом Президиума Верховного Совета СССР от 29 августа 1949 года удостоена звания Героя Социалистического Труда за «получение высоких урожаев сортового зелёного чайного листа и цитрусовых плодов в 1948 году» с вручением ордена Ленина и золотой медали «Серп и Молот» (№ 4600).
Этим же Указом званием Героя Социалистического Труда были также награждены 16 тружеников колхоза имени Берия Зугдидского района: бригадиры Партен Михайлович Кадария, Владимир Михайлович Макацария, Амбако Спиридонович Рогава, звеньевые Ариадна Джуруевна Купуния, Вера Евгеньевна Купуния, Хута Григорьевна Купуния, Венера Давидовна Ломая, Мария Гудуевна Макацария, Мария Гудуевна Макацария, Хута Герасимовна Хвингия, колхозницы Валентина Николаевна Джоджуа, Ольга Павловна Кантария, Надя Платоновна Пония, Ивлита Тарасовна Хасия, Лена Герасимовна Хвингия, Лена Константиновна Читанава, Мария Николаевна Читанава и Валентина Акакиевна Шаматава.
В последующие годы показывала высокие трудовые результаты, за что награждалась Орденом Трудового Красного Знамени и в 1951 году — Орденом Ленина.
Проживала в родном селе Ахалсопели Зугдидского района. С 1968 года — персональный пенсионер союзного значения. Дата её смерти не установлена.
Награды
- Герой Социалистического Труда
- Орден Ленина — дважды (1949; 01.09.1951)
- Орден Трудового Красного Знамени (19.08.1950).